# The Super Mario Bros. Super Show!
The Super Mario Bros. Super Show! es la primera serie animada basada en la franquicia de Mario de Nintendo. Fue creada por Andy Heyward, producida por DIC Entertainment y Saban Entertainment, y distribuida por Viacom Enterprises en asociación con Nintendo en Estados Unidos desde el 4 de septiembre de 1989 hasta el 1 de diciembre de 1989, con repeticiones emitiéndose hasta el 6 de octubre de 1991. The Family Channel retomó la serie en Estados Unidos desde el 23 de septiembre de 1991 y la emitió hasta el 26 de agosto de 1994. DHX Media, la compañía sucesora de Cookie Jar Entertainment y DIC Entertainment, es la actual distribuidora. 
Su primera emisión en España fue en Telecinco. Posteriormente, se emitió en Jetix desde 2007 al 2009 para después emitirlos en Disney XD y en todos los canales de Disney.
La primera y la última parte de cada episodio eran segmentos de comedia de situación que mostraban a Mario (Lou Albano) y Luigi (Danny Wells) viviendo en Brooklyn, donde a menudo eran visitados por estrellas invitadas y celebridades. Estos segmentos eran realizadas y filmadas con actores reales. Algunas de las estrellas y celebridades invitadas eran muy populares como Nedra Volz, Norman Fell, Donna Douglas, Eve Plumb, Vanna White, Jim Lange, Danica McKellar, Nicole Eggert, Clare Carey y Brian Bonsall, o atletas profesionales como Lyle Alzado, Magic Johnson, Roddy Piper o Ernie Hudson, quien apareció como un Slimebuster, una parodia de su personaje de Ghostbusters, utilizando su propio nombre en lugar de Winston Zeddemore.
En ocasiones, Lou Albano y Danny Wells se representan a sí mismos, forzando a sus personajes regulares a dejar la escena a fin de que ellos aparezcan. Un ejemplo notable es cuando la estrella del pop Cyndi Lauper llega buscando a Lou Albano, porque está perdido. Mario exclama cuánto quiere encontrar a Lou y más tarde aparece como él mismo, supuestamente, mientras que Mario iba de compras. Lou Albano y Danny Wells también regularmente representaban versiones femeninas de sí mismos, los primos Marianne y Luigeena, y también dos primos hillbilly, llamado Mario y Luigi Joe Bob.
Tras una breve introducción de la serie de comedia de la muestra, un comercial de televisión y sería una caricatura de unos diez minutos sería de difusión que viene, con personajes y situaciones basadas en los juegos de NES, Super Mario Bros. y Super Mario Bros. 2, así como varios efectos de sonido y señales musicales de los dos juegos. Los personajes que aparecen en él sería Mario, Luigi, Toad y la Peach defender el Reino Champiñón del villano Bowser, a menudo en una película o pop-parodia de la cultura. Wart, el principal antagonista del segundo juego nunca estuvo en ninguno de los episodios, pero la mayoría de sus secuaces apareció en el programa, sobre todo Mouser.
La serie de dibujos animados se produce después de los acontecimientos y situaciones del juego de Super Mario Bros., cuando Peach fue rescatada con elementos tomados de los conceptos y personajes de Super Mario Bros. y Super Mario Bros. 2. El tema central de los segmentos de dibujos animados reveló que los hermanos Mario accidentalmente llegaron al Reino Champiñón mientras trabajaban en una fuga de una bañera en Brooklyn, Nueva York. Después de viajar a través de la fuga de la urdimbre, los hermanos Mario detuvieron los planes de Bowser para conquistar el Reino Champiñón y salvan a Peach. Al comienzo de cada segmento de dibujos animados Mario recita una entrada en su registro "fontanero", una parodia de registro del capitán de Star Trek.

## The Legend of Zelda, serie de dibujos animados
La premisa de The Legend of Zelda se centró en  Link (Jonathan Potts) ayudando a la princesa Zelda (Cynthia Preston) a defender el reino de Hyrule del malvado mago Ganon (Len Carlson), evitando que sea dueño de la Trifuerza frustrando sus planes o los de sus subordinados. Muchos elementos de las series se basaron en el juego de NES The Legend of Zelda. Es una de las pocas producciones de Zelda que presenta al personaje de Link capaz de hablar por completo; los otros en la franquicia de Zelda son los juegos de CD-i, la serie de manga, la serie de cómics y los episodios de Captain N: The Game Master (este último después de la conclusión de The Super Mario Bros. Super Show!, y basado en el juego de NES Zelda II: The Adventure of Link), con episodios que a menudo muestran al personaje usando la frase sarcástica «Bueno, disculpe, princesa!» (Well, excuse me, Princess!, que luego se convirtió en un meme popular) y una mordaza que involucraba a Link que no lograba que Zelda lo besara por sus actos heroicos.

## Emisión internacional
- Telefe, Azul Televisión, América TV
- Canal 5, SMR TV, Imevision, Mexiquense TV
- Canal A, Inravision, Cenpro TV, Tacho Pistacho
- Teletica
- Red UNO, Bolivision, Unitel, RTP Bolivia, Gigavision
- Rede Globo, Rede Brasil
- TVN, Etc...TV
- Televen, Canal 10
- Teledoce
- Canales 4 y 6 de Telecorporación Salvadoreña
- Telesistema, Color Visión, Telecentro

## Doblaje
| Personaje      | Actor de voz  | Actor de voz            | Actor de voz        |
| Personaje      | Inglés        | Latino                  | Español             |
| Mario          | Lou Albano    | Bernardo Ezeta          | José Padilla        |
| Luigi          | Danny Wells   | Ricardo Hill            | Javier Franquelo    |
| Princesa Peach | Jeannie Elias | María Fernanda Morales  | Pilar Santigosa     |
| Toad           | John Stocker  | Carlos Íñigo            | ¿?                  |
| Bowser         | Harvey Atkin  | Miguel Ángel Ghigliazza | Juan Antonio Arroyo |

## Créditos de la serie
Escritores:
- Perry Martin (8 episodios)
- David Carren (7 episodios)
- J. Carroll (7 episodios)
- Phil Harnage (7 episodios)
- Mark McCorkle (5 episodios)
- Robert Schooley (5 episodios)
- Jack Olesker (4 episodios)
- Martha Moran (3 episodios)
- Cassandra Schafhausen (2 episodios)
- David Ehrman (2 episodios)
- David Schwartz (2 episodios)
- Kevin O'Donnell (2 episodios)
- Sean Roche (2 episodios)
- Ted Pedersen (2 episodios)
- Tony Marino (2 episodios)
- Brad Wilson (1 episodio)
- Brooks Wachtel (1 episodio)
- Bruce Shelly (1 episodio)
- David Tischman (1 episodio)
- Eleanor Burian-Mohr (1 episodio)
- George Atkins (1 episodio)
- Jack Hanrahan (1 episodio)
- John Vornholt (1 episodio)
- Larry Alexander (1 episodio)
- Michael Medlock (1 episodio)
- Peter Norris (1 episodio)
- Reed Shelly (1 episodio)
- Rowby Goren (1 episodio)
- Steve Robertson (1 episodio)